# Problema valorii inițiale
În analiza de variabile multiple⁠(d) problema valorii inițiale, sau doar problemă inițială, cunoscută și drept problema Cauchy, este o problemă referitoare la o ecuație diferențială ordinară împreună cu o condiție inițială care specifică valoarea funcției pentru un anumit argument din domeniul de definiție. Modelarea unui fenomen în fizică sau în alte științe echivalează frecvent cu rezolvarea unei probleme cu condiție inițială. În acest context ecuația diferențială specifică modul în care acesta evoluează în timp⁠(d) având în vedere condițiile inițiale ale problemei.

## Definiție
O problemă Cauchy este o ecuație diferențială
{\displaystyle y\,^{\prime }(t)=f(t,y(t))}
cu  {\displaystyle f\colon \Omega \subset \mathbb {R} \times \mathbb {R} ^{n}\to \mathbb {R} ^{n}} unde {\displaystyle \Omega } iste o mulțime deschisă din {\displaystyle \mathbb {R} \times \mathbb {R} ^{n}}, împreună cu un punct din domeniul {\displaystyle f}
{\displaystyle (t_{0},y_{0})\in \Omega ,}
numită condiție inițială.
O soluție la o problemă Cauchy este o funcție {\displaystyle y} care este o soluție a ecuației diferențiale și satisface
{\displaystyle y(t_{0})=y_{0}.}
În dimensiuni superioare, ecuația diferențială este înlocuită cu o familie de ecuații {\displaystyle y_{i}^{\,\prime }(t)=f_{i}(t,y_{1}(t),y_{2}(t),\dotsc )}, iar {\displaystyle y(t)} este vectorul {\displaystyle (y_{1}(t),\dotsc ,y_{n}(t))}, cel mai frecvent asociat cu poziția în spațiu. În general, funcția necunoscută {\displaystyle y} poate lua valori în spații dimensionale infinite, cum ar fi spații Banach sau distribuții⁠(d).
Problemele Cauchy pot fi extinse la derivatele de ordin superior tratând derivatele în același mod ca o funcție independentă, de ex. {\displaystyle y\,^{\prime \prime }(t)=f(t,y(t),y\,^{\prime }(t))}.

## Existența și unicitatea soluțiilor
Teorema Picard–Lindelöf⁠(d) garantează o soluție unică într-un interval care conține t0 dacă f este continuă într-o regiune care conține t0 și y0 și satisface condiția Lipschitz⁠(d) pentru variabila y. Demonstrarea acestei teoreme continuă prin reformularea problemei ca o ecuație integrală echivalentă. Integrarea poate fi considerată un operator care aplică o funcție pe alta, astfel încât soluția să fie un punct fix al operatorului. Apoi, principiul contracției arată că există un punct fix unic, care corespunde soluției problemei Cauchy.
Hiroshi Okamura a obținut o condiție necesară și suficientă⁠(d) pentru ca rezolvarea unei probleme Cauchy să fie unică. Această condiție are legătură cu existența unei funcții Liapunov pentru problemă.
În unele situații funcția f nu este o funcție netedă⁠(d) din clasa C1, sau chiar din clasa Lipschitz, deci rezultatul care garantează existența locală a unei soluții unice nu se aplică. Teorema de existență a lui Peano demonstrează totuși că și pentru f continuu, soluțiile sunt garantate că există local în timp; problema este că nu există nicio garanție a unicității. Rezultatul poate fi găsit în Coddington & Levinson (1955, Teorema 1.3) sau Robinson (2001, Teorema 2.6). Un rezultat și mai general este teorema de existență a lui Carathéodory, care afirmă existența soluției în cazul unor funcții f discontinue.

## Exemple
Un exemplu simplu este rezolvarea ecuației {\displaystyle y\,^{\prime }(t)=0,85\,y(t)} cu {\displaystyle y(0)=19}. Se caută funcția {\displaystyle y(t)} care să satisfacă aceste două ecuații.
Se rearanjează ecuația astfel încât {\displaystyle y} să fie în partea stângă
{\displaystyle {\frac {y'(t)}{y(t)}}=0,85}
Se integrează ambele părți în raport cu {\displaystyle t} (aceasta introduce o constantă de integrare necunoscută {\displaystyle B}).
{\displaystyle \int {\frac {y\,^{\prime }(t)}{y(t)}}\,dt=\int 0,85\,dt}
{\displaystyle \ln |y(t)|=0,85\,t+B}
Se elimină logaritmul prin exponențierea ambilor membri
{\displaystyle |y(t)|=e^{B}e^{0,85\,t}}
Fie {\displaystyle C} constanta necunoscută {\displaystyle C=\pm e^{B}}, astfel
{\displaystyle y(t)=Ce^{0,85\,t}}
Acum se calculează o valoare pentru {\displaystyle C}. Cu {\displaystyle y(0)=19} așa cum este dat la început, se înlocuiesc 0 în {\displaystyle t} și 19 în {\displaystyle y}
{\displaystyle 19=Ce^{0,85\cdot 0}}
{\displaystyle C=19}
În final se obține soluția {\displaystyle y(t)=19\,e^{0,85\,t}}.
Al doilea exemplu
Soluția ecuației
{\displaystyle y\,^{\prime }+3y=6t+5,\qquad y(0)=3}
poate fi
{\displaystyle y(t)=2e^{-3t}+2t+1.}
Într-adevăr,
{\displaystyle {\begin{aligned}y\,^{\prime }+3y&={\tfrac {d}{dt}}(2e^{-3t}+2t+1)+3(2e^{-3t}+2t+1)\\&=(-6e^{-3t}+2)+(6e^{-3t}+6t+3)\\&=6t+5.\end{aligned}}}